# Tania Di Mario
Tania Di Mario (Róma, 1979. május 4. –) olimpiai bajnok olasz válogatott vízilabdázónő, az Orizzonte Catania játékosa.

## Sportpályafutása
Tania Di Mario az olasz fővárosban született. Pályafutását úszóként kezdte. 15 éves korában kezdett vízilabdázni szülővárosa csapatában, a Roma Vis Novában. 1997-ben az Orizzonte Catania együtteséhez igazolt, mellyel öt alkalommal (2000-2001, 2001-2002, 2003-2004, 2004-2005, 2007-2008) sikerült elhódítania a LEN-bajnokok kupáját és egy alkalommal a LEN-szuperkupát (208).
A nemzeti válogatottban 1999-ben mutatkozott be a Prtaóban rendezett Európa-bajnokságon, melyen a Olaszország aranyérmes lett. 2003-ban és 2012-ben ismét az Európa-bajnok válogatott tagja volt, 2001-ben és 2006-ban pedig Európa-bajnoki ezüstérmet nyert. Hét világbajnokságon volt válogatott kerettag: 2001-ben világbajnok, 2003-ban világbajnoki ezüstérmes, 2005-ben világbajnoki 7. helyezett és gólkirály, 2007-ben világbajnoki 5. helyezett, 2009-ben világbajnoki 9. helyezett, 2013-ban világbajnoki 10. helyezett, 2015-ben pedig világbajnoki bronzérmes volt. 2004-ben olimpiai bajnoki címet szerzett.

## Nemzetközi eredményei
- Európa-bajnok (Prato, 1999)
- Világkupa bronzérem (Winnipeg, 1999)
- Európa-bajnoki ezüstérem (Budapest, 2001)
- Világbajnoki aranyérem (Fukuoka, 2001)
- Világkupa 5. hely (Perth, 2002)
- Európa-bajnok (Ljubljana, 2003)
- Világbajnoki ezüstérem (Barcelona, 2003)
- Világliga bronzérmes (Long Beach, 2004)
- Olimpiai-bajnok (Athén, 2004)
- Világbajnoki 7. hely (Montréal, 2005)
- Világliga ezüstérem (Cosenza, 2006)
- Európa-bajnoki ezüstérem (Belgrád, 2006)
- Világkupa ezüstérem (Tiencsin, 2006)
- Világbajnoki 5. hely (Melbourne, 2007)
- Európa-bajnoki 4. hely (Málaga, 2008)
- Olimpiai 6. hely (Peking, 2008)
- Világbajnoki 9. hely (Róma, 2009)
- Európa-bajnok (Eindhoven, 2012)
- Olimpiai 7. hely (London, 2012)
- Világliga 6. hely (Peking, 2013)
- Világbajnoki 10. hely (Barcelona, 2013)
- Világliga ezüstérem (Kunsan, 2014)
- Európa-bajnoki 4. hely (Budapest, 2014)
- Világbajnoki bronzérem (Kazany, 2015)
- Európa-bajnoki bronzérem (Belgrád, 2016)
- Világliga 5. hely (Sanghaj, 2016)
- Olimpiai-bajnok (Rio de Janeiro, 2016)

## Díjai, elismerései
- Az Olasz Köztársaság Érdemrendjének lovagkeresztje (Róma, 2003. február 7.)
- Az Olasz Köztársaság Érdemrendjének tisztikeresztje (Róma, 2004. szeptember 27.)
- Sport-érdemrend arany gallérja (Róma, 2006. november 10.)